# Batman: The Return of Bruce Wayne
Batman: The Return of Bruce Wayne (рус. Бэтмен: Возвращение Брюса Уэйна) — ограниченная серия комиксов из шести выпусков, опубликованная издательством DC Comics. Авторами серии стали сценарист Грант Моррисон совместно с командой художников, и выходила она в период с мая по ноябрь 2010 года.
Серия стартует с выпуска Batman and Robin #12 и рассказывает о путешествии Бэтмена через временное пространство вселенной DC с того момента, как Дарксайд отправил его в далекое прошлое в конце Финального кризиса. Брюс Уэйн должен вспомнить кто он и вспомнить «свою историю», чтобы вернуться в Готэм и вернуть себе место Бэтмена. Серия состоит из шести выпусков, каждый из которых охватывает различные периоды времени: каменный век, охота на ведьм, нуар-эпоха, эпоха пиратов, Дикий Запад, период вскоре после того, как Брюс осиротел, а также настоящее время.

## История публикаций
В интервью изданию «USA Today», Грант Моррисон описал готовящуюся серию как «финальная глава эпического возвращения Бэтмена, которая тянется ещё с 2005 года». Ответвления Batman & Son, The Black Glove, и Batman R.I.P., а также Final Crisis и Batman and Robin предваряют возвращение Бэтмена во вселенную DC. В некоторых сюжетах присутствовали намёки на дальнейшее возвращение статуса-кво личности Брюса Уэйна. Мориссон пообещал выпустить основные серии с участием Тёмного рыцаря в 2010 году, успев за год до этого подготовить «почву» для его возвращения, в частности, серии Batman and Robin с Дамианом Уэйном и Диком Грейсоном, которая потом сюжетно переплетется с The Return of Bruce Wayne.
В каждом выпуске серии описывает один из периодов мировой истории. К примеру, первый эпизод разворачивается в конце эпохи палеолита, второй показывает Готэм начала XX века, оформленный в стиле фильмов жанра нуар. Моррисон прокомментировал структуру повествования: «Каждый из эпизодов показывает персонажа в различном жанровом варианте: Бэтмен-пират, Бэтмен-ковбой, Бэтмен-авантюрист периода охоты на ведьм, а также Бэтмен-нуар — для тех, кто без ума от старых комиксов 1950-х годов. Новая задача Бэтмена — Бэтмен против самой истории».
Что касается художественного оформления серии, Моррисон рассказал следующее: «Для каждого выпуска были привлечены различные художники, таким образом, его выпуски практически не пересекались. Я знаю, что Крис Споурс рисовал первый номер, я уверен, что это будет лучший комикс-сет эпохи палеолита, что вы когда-либо видели. Я поклонник творчества Криса, так что меня заинтересовало, что он подготовил. Я думаю, что Фрейзер Ирвинг мог бы подготовить второй и укрепить свою репутацию пуританина среди художников комиксов.» Позже, участие Ирвинга в работе над вторым номером было подтверждено в блоге DC — «The Source». Третий номер на тему пиратской эпохи иллюстировал Яник Пакуэтт.

Я был с семьёй в Диснейленде, когда меня попросили сделать это. Таким образом, я провел много времени катаясь на аттаркционе Пираты Карибского моря, потому что знал, что третий номер я сделаю о пиратах.— Яник Пакуэтт
Писатель и художник Дэн Юргенс и Норм Рэпмунд выпустили сопутствующую серию под названием Time Masters: Vanishing Point, рассказывающую о Рипе Хантере, Золотом Ракетчике, Супермене и Хэле Джордане. Серия рассказывает о попытке нескольких героев разыскать Бэтмена, который пропал во время Финального кризиса.
В июне 2010 года стало известно, что художник Кэмерон Стюарт, который должен был начать работу над четвёртым номером, был заменён на Джорджа Джеанти. Последний выпуск серии был выпущен в декабре 2010 года, и проиллюстрирован Райаном Суком.

## Сюжет
Часть1
Поражённый Санкцией Омега Дарксайда, одного из Новых Богов, Брюс Уэйн оказался отброшен в прошлое, на зарю истории. Оказавшись в эпохе палеолита, он подвергся нападению пещерного человека, будущего Вандала Сэвиджа, и едва выжил. Уэйну удалось спасти одного из людей, который в благодарность даёт ему пояс со множеством инструментов, полезных для охоты и самозащиты. Он надевает шкуру гигантской летучей мыши и начинает противостоять пещерным людям, в результате чего родилось название «Бэт-люди», но в конечном итоге терпит поражение и убегает, нырнув в водопад. После прыжка он переместился вперёд во времени, в XVI век.
Часть 2
Попав в XVI столетие, Уэйн спасает женщину по имени Энни от существа со щупальцами, после чего пытается наладить свою жизнь, поселившись в колонии под Готэмом. Взяв псвевдоним Мордехай, он вступает в ряды местных охотников на ведьм вместе со своим собственным предком по имени Натаниэль Уэйн и использует свои навыки, помогая раскрывать преступления и выслеживать ведьм, которые должны были быть казнены по обвинению в колдовстве. Выяснилось, что Энни, которую он спас, была ведьмой, после чего она созналась в том, что вызвала монстра и вскоре была повешена Натаниэлем. Не зная, что человек, которого Энни поклялась любить до конца времён и есть сам Уэйн, она прокляла семью Уэйнов, после чего Брюс снова переместился во времени.
Часть 3
Уэйн появляется в XVIII веке и сталкивается с легендарным пиратом по имени Чёрная Борода, который принимает Уэйна за известного «Чёрного пирата», укравшего сокровища древнего племени Миагани или «Бэт-люди». Чёрная Борода захватывает Уэйна в плен, требуя рассказать, где находятся сокровища. Вместе с ним в плену находился мальчик по имени Джек Логгинс, который уверяет Уэйна, что он внук «Чёрного пирата». Джек помогает Уэйну сбежать с корабля, после чего, пользуясь инструкцией Миагани, он находит пещеру, где висит его плащ и маска, который он носил ещё до того, как попал в прошлое. К нему возвращаются воспоминания, и прежде чем снова исчезнуть, он говорит Джеку записать эти события, положить в коробку с эмблемой летучей мыши и доставить семье Уэйн с указанием передавать её из поколения в поколение. На рассвете Уэйн снова исчезает.
Часть 4
Брюс Уэйн оказывается в конце XIX века на Диком Западе. В этот период Уэйн взял себе образ «ковбоя-стрелка». В то же время, на Диком Западе оказывается Вандал Сэвидж, который нанимает охотника за головами Джону Хекса, чтобы тот разобрался с Уэйном, который начал вставлять палки в колёса новому режиму Сэвиджа. Он вступает в сговор с Саймоном Хертом (под псевдонимом Томас Уэйн) — таинственным и, по-видимому, бессмертным врагом Уэйна, который, переместившись во времени, выкрал коробку у семьи Уэйн. Уэйн спасает действующего владельца коробки, который признает Уэйна её хозяином и, прежде чем он успел посмотреть внутрь, был застрелен Джоной Хэксом. После этой встречи, семья Уэйн, предки Брюса, строят особняк на вершине холма и прячут коробку в пещерах, которые однажды станут Бэтпещерой.
Часть 5
Брюс оказывается в XX веке, судя по стилю одежды и машин, в 30-х годах. Он был доставлен в больницу с огнестрельным ранением, где встретил женщину по имени Марша. Выяснилось, что Уэйн попал в Готэм в период после смерти его родителей, а Марша была подругой его матери. Марша рассказывает Брюсу, что его отец, Томас Уэйн, предположительно убил его мать и фальсифицировал свою смерть. Брюс решает помочь Марше расследовать её теорию, но вскоре, прибыв на кладбище, Уэйн выясняет, что она — приспешница Доктора Херта и его организации Чёрная Перчатка, которая намерена принести жертву богам и получить бессмертие. Ритуал включал в себя использование машины времени, которую создал Картер Николс, но Брюс прерывает ритуал, крадёт машину и с её помощью перемещается в очередной раз.
Часть 6
Уэйн материализуется в далёком будущем в так называемый Vanishing Point — момент за несколько минут до смерти вселенной. Так как вся история Вселенной уже произошла на временной линии, Бэтмен узнает правду: Дарксайд никогда не хотел убить его Санкцией Омега, а наоборот, хотел заставить его выжить и накапливать «омега-энергию» в своём теле каждый раз перемещаясь во времени. Чтобы контролировать эти скачки, Дарксайд послал вслед за Уэйном существо, известное как Гипер-адаптер и оставлять в каждой из эпох «ключи» — плащ Бэтмена, коробку, портрет самого себя. До того, как его тело заполнилось энергией Омега, нескольким членам Лиги Справедливости (Ракетчику, Рип Хантеру, Супермену и Хэлу Джордану, которые после Финального кризиса следовали за Брюсом в надежде найти его) удаётся остановить сердце Уэйна, вызвав клиническую смерть и позволив энергии рассеяться. Во время клинической смерти, Уэйн вспоминает момент, когда он впервые задумался о Бэтмене; как Альфред спасал ему жизнь, зашивая смертельные раны; и понял, что за всё время своей карьеры Бэтмена он никогда не был один. Вскоре, Брюс Уэйн очнулся от комы, освободившись от энергии Дарксайда. Он снова надевает маску Бэтмена и понимает, что Готэму всё ещё необходим Бэтмен.

## Коллекционные издания
| Название                                         | Включенные выпуски                     | ISBN               | Дата выхода  |
| ------------------------------------------------ | -------------------------------------- | ------------------ | ------------ |
| Batman: The Return of Bruce Wayne Deluxe Edition | Batman: The Return of Bruce Wayne #1-6 | ISBN 1-4012-2968-9 | февраль 2011 |